# Nahid Taghavi
Nahid Taghavi (persisch ناهید تقوی; geboren 1954 in Teheran) ist eine iranisch-deutsche ehemalige politische Gefangene, die im Evin-Gefängnis in Iran inhaftiert war. Ihr Fall sorgte in der internationalen Öffentlichkeit für Aufmerksamkeit.

## Leben
Taghavi studierte in den 1970er-Jahren in Italien Architektur und arbeitete später als freiberufliche Architektin. Als Studentin war sie in der Opposition gegen den Schah aktiv. Seit der Islamischen Revolution im Jahr 1979 war sie nicht in politische Aktivität in Iran involviert. Im Jahr 1982 zog sie in die Bundesrepublik Deutschland. Sie reiste zum Besuch ihrer Familie regelmäßig zwischen Deutschland und Iran hin und her. Zuletzt verbrachte sie die Hälfte des Jahres in Deutschland und die andere Hälfte in Iran.
Im Oktober 2020 in Iran wurde sie von der Islamischen Revolutionsgarde verhaftet und nach über 1000 Stunden Verhör ohne rechtlichen Beistand und über sieben Monaten in Isolationshaft durch den Richter Iman Afshari zu einer mehr als zehnjährigen Haftstrafe verurteilt. Ihre Inhaftierung und der darauffolgende Prozess waren von Verfahrensfehlern und Verletzungen ihrer Menschenrechte geprägt, einschließlich willkürlicher Inhaftierung, Verweigerung rechtlicher Vertretung und Misshandlungen im Gefängnis. So war sie während der Haftstrafe „weißer“ Folter ausgesetzt und entwickelte infolge der Haftbedingungen zahlreiche medizinische Probleme, über die im Juni 2023 ihre Zellengenossin, die Friedensnobelpreisträgerin Narges Mohammadi, in einem Brief aus dem Gefängnis die Öffentlichkeit informierte. Zwischen Juli und November 2022 war Taghavi in einen medizinischen Hafturlaub entlassen worden. Nachdem Taghavi am 9. Januar 2024 mit einer elektronischen Fußfessel erneut in einen medizinischen Hafturlaub entlassen worden war, musste sie am 28. Februar in das Evin-Gefängnis zurückkehren. Im November 2024 startete die Menschenrechtsorganisation HÁWAR.help, die sich seit Taghavis Verhaftung für ihre Freilassung starkgemacht hatte, eine Petition an den Deutschen Bundestag mit der Forderung, dass sich Bundeskanzler Olaf Scholz gegenüber der Islamischen Republik Iran für die Freilassung der deutschen Staatsbürgerin engagieren solle. Die Petition wurde fast 10.000 Mal mitgezeichnet. Am 13. Januar 2025 teilten Taghavis Tochter Mariam Claren, HÁWAR.help und Amnesty International mit, dass Taghavi freigelassen wurde und nach Deutschland zurückgekehrt war.